# Premier Division 1987-1988 (Irlanda)
La stagione 1987-1988 è stata la sessantasettesima edizione della League of Ireland, massimo livello del calcio irlandese.

## Avvenimenti

### Antefatti
Il precampionato vide l'introduzione di una modifica nelle modalità di svolgimento del campionato: assieme al girone di andata e ritorno ne fu previsto un terzo in cui le squadre si sarebbero dovute affrontare in campo neutro, innalzando quindi il numero di partite da disputarsi a 33.

## Squadre partecipanti

### Profili
| Club partecipanti | Club partecipanti | Città      | Stadio                 | Stagione 1987-1988       |
| ----------------- | ----------------- | ---------- | ---------------------- | ------------------------ |
| Bohemians         | dettagli          | Dublino    | Dalymount Park         | 3° in League of Ireland  |
| Bray Wanderers    | dettagli          | Bray       | Carlisle Park          | 8° in League of Ireland  |
| Cork City         | dettagli          | Cork       | Turners Cross          | 7° in League of Ireland  |
| Derry City        | dettagli          | Derry      | Brandywell Stadium     | 1° in FAI First Division |
| Dundalk           | dettagli          | Dundalk    | Oriel Park             | 2° in League of Ireland  |
| Galway Utd        | dettagli          | Galway     | Terryland Park         | 6° in League of Ireland  |
| Limerick City     | dettagli          | Limerick   | Jackman Park           | 10° in League of Ireland |
| St Patrick's      | dettagli          | Dublino    | Richmond Park          | 5° in League of Ireland  |
| Shamrock Rovers   | dettagli          | Dublino    | Glenmalure Park        | Campione d'Irlanda       |
| Shelbourne        | dettagli          | Shelbourne | Harold's Cross Stadium | 2° in FAI First Division |
| Sligo Rovers      | dettagli          | Sligo      | Showgrounds            | 9° in League of Ireland  |
| Waterford United  | dettagli          | Waterford  | Kilcohan Park          | 4° in League of Ireland  |

### Allenatori
| Club           | Allenatore        |
| -------------- | ----------------- |
| Bohemians      | Billy Young       |
| Bray Wanderers | Pat Devlin        |
| Cork City      | Eamon O'Keefe     |
| Derry City     | Jim McLaughlin    |
| Dundalk        | Turlough O'Connor |
| Galway Utd     | Tony Mannion      |

| Club             | Allenatore     |
| ---------------- | -------------- |
| Limerick City    | Billy Hamilton |
| St Patrick's     | Brian Kerr     |
| Shamrock Rovers  | Dermot Keely   |
| Shelbourne       | sconosciuto    |
| Sligo Rovers     | Gerry Mitchell |
| Waterford United | Alfie Hale     |

## Classifica finale
|  | Pos. | Squadra          | Pt | G  | V  | N  | P  | GF | GS | DR  |
|  | ---- | ---------------- | -- | -- | -- | -- | -- | -- | -- | --- |
|  | 1.   | Dundalk          | 46 | 33 | 19 | 8  | 6  | 54 | 32 | +22 |
|  | 2.   | St Patrick's     | 45 | 33 | 18 | 9  | 6  | 52 | 25 | +27 |
|  | 3.   | Bohemians        | 45 | 33 | 17 | 11 | 5  | 57 | 32 | +25 |
|  | 4.   | Shamrock Rovers  | 41 | 33 | 16 | 9  | 8  | 53 | 30 | +23 |
|  | 5.   | Galway Utd       | 40 | 33 | 15 | 10 | 8  | 48 | 34 | +14 |
|  | 6.   | Waterford United | 34 | 33 | 10 | 14 | 9  | 40 | 31 | +9  |
|  | 7.   | Cork City        | 34 | 33 | 12 | 10 | 11 | 41 | 47 | -7  |
|  | 8.   | Derry City       | 31 | 33 | 13 | 5  | 15 | 59 | 44 | +15 |
|  | 9.   | Limerick City    | 25 | 33 | 9  | 7  | 17 | 33 | 60 | -27 |
|  | 10.  | Shelbourne       | 24 | 33 | 8  | 8  | 17 | 27 | 65 | -38 |
|  | 11.  | Bray Wanderers   | 18 | 33 | 4  | 10 | 19 | 27 | 65 | -38 |
|  | 12.  | Sligo Rovers     | 13 | 33 | 4  | 5  | 24 | 30 | 81 | -51 |

Legenda:

         Campione d'Irlanda e qualificata in Coppa dei Campioni 1988-1989
         Qualificata in Coppa delle Coppe 1988-1989 come seconda classificata della FAI Cup
         Qualificate in Coppa UEFA 1988-1989
         Retrocesse in First Division 1988-1989
Note:
Due punti a vittoria, uno a pareggio, zero a sconfitta.

## Statistiche

### Squadre
| Record - Maggior numero di vittorie: Dundalk (19) - Minor numero di sconfitte: Bohemians (5) - Miglior attacco: Bohemians (57) - Miglior difesa: St Patrick's (25) - Miglior differenza reti: St Patrick's (+27) - Maggior numero di pareggi: Bohemians (11) - Minor numero di vittorie: Bray Wanderers e Sligo Rovers (4) - Maggior numero di sconfitte: Sligo Rovers (24) - Peggiore attacco: Shelbourne e Bray Wanderers (27) - Peggior difesa: Sligo Rovers (81) - Peggior differenza reti: Sligo Rovers (-51) |